# Parc national de Sperrgebiet
Le parc national de Sperrgebiet est un parc national de Namibie.

## Géographie

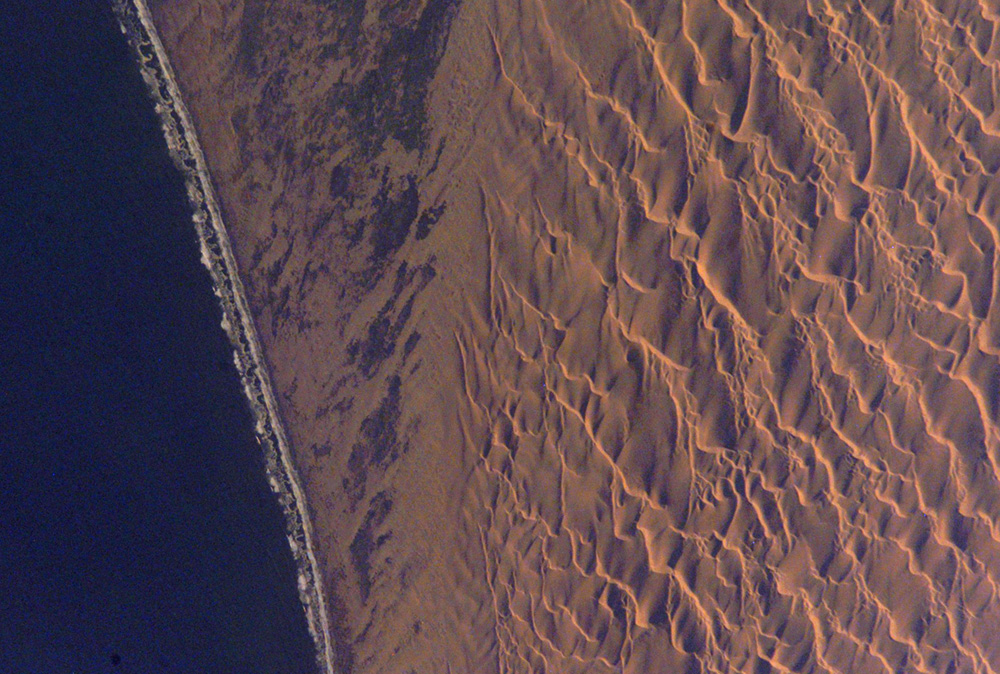
Vue du parc depuis l'espace.

Le Sperrgebiet était une zone d'exploitation minière de diamant dans le sud-ouest de la Namibie, dans le désert du Namib. Il s'étend sur l'océan Atlantique, de Lüderitz à Oranjemund (frontière avec l'Afrique du Sud). Sa superficie totale est de 26 000 km2.

## Histoire
Sperrgebiet en allemand veut dire zone interdite.
En septembre 1908, le gouvernement allemand a créé le Sperrgebiet dans sa colonie du Sud-Ouest Africain, donnant les droits exclusifs pour l'exploitation minière à la Deutsche Diamantengesellschaft. En 1915, pendant la Première Guerre mondiale, les forces sud-africaines dirigées par les généraux Jan Smuts et Louis Botha ont envahi le pays. Les Sud-Africains ont défait les Allemands, prenant le contrôle de la Namibie, y compris le Sperrgebiet. Le propriétaire de la mine, De Beers, eut le contrôle total de la zone jusqu'aux années 90, lorsque le gouvernement namibien a acheté une participation de cinquante pour cent. Ils ont formé un partenariat appelé le Namdeb Diamond Corporation,,.
Actuellement, cette zone abrite plusieurs villes fantômes construites à la fin du dix-neuvième siècle. Un exemple de l'abandon dont le Sperrgebiet est la proie, est le fait que dans l'une de ces villes fantômes, le vent dégage progressivement de nombreux corps enterrés dans le cimetière local, qui restent exposés à l'air libre, à demi-momifiés.

## Nature
Quarante pour cent du paysage est désertique, trente pour cent sont des prairies, et vingt-huit pour cent est rocheux. Le point culminant du Sperrgebiet est de 1 488 m.
Il y a 776 types de plantes recensées dans le Sperrgebiet dont 234 sont endémiques du sud-ouest de la Namibie. 
Une étude a montré que le changement climatique aura une incidence sur la vie végétale dans la région. Des hivers plus secs peuvent conduire à l'extinction de ces plantes, car elles sont endémiques au Sperrgebiet. 
Les espèces animales que l'on rencontre dans le Sperrgebiet sont notamment l'oryx, le Springbok et la hyène brune. Les espèces d'oiseaux résidant dans le Sperrgebiet comprennent notamment l'Huîtrier de Moquin, le Serin alario et l'Alouette (oiseau).